# Lower Prince's Quarter
Lower Prince's Quarter è un centro abitato di Sint Maarten, territorio appartenente al Regno dei Paesi Bassi. Si trova vicino al confine con Saint-Martin, territorio francese.